# Sy Oumou Louise Sidibé
Pour les articles homonymes, voir Sidibé.
Sy Oumou Louise Sidibé, née en 1947 à Kita, est une femme politique malienne. Elle a notamment été ministre de la Santé publique, de l'Action sociale et de la Promotion féminine en 1991.

## Biographie
Sy Oumou Louise Sidibé est la sœur des hommes politiques Mandé Sidibé et Modibo Sidibé. Elle est diplômée de l'École normale supérieure de Bamako. 
Elle est ministre de la Santé publique, de l'Action sociale et de la Promotion féminine du 5 avril au 16 juillet 1991.